# Oshkosh (Nebraska)
Oshkosh è un comune (city) degli Stati Uniti d'America ed è capoluogo della contea di Garden nello Stato del Nebraska. La popolazione era di 884 persone al censimento del 2010.

## Storia
Oshkosh è stata fondata negli anni 1880 da allevatori che trovarono la zona circostante ideale per il pascolo del bestiame. Prende il nome dalla città di Oshkosh nel Wisconsin. Il primo ufficio postale ad Oshkosh è stato creato nel 1889.
La ferrovia è stata estesa ad Oshkosh nel 1908, ed Oshkosh divenne capoluogo di contea nel 1909 della nuova contea di Garden.
Oshkosh è stata incorporata nel 1910.

## Geografia fisica
Oshkosh è situata a 41°24′31″N 102°20′47″W (41.408570, -102.346391).
Secondo lo United States Census Bureau, ha un'area totale di 0,67 miglia quadrate (1,74 km²).

## Società

### Evoluzione demografica
Secondo il censimento del 2010, c'erano 884 persone. 

### Etnie e minoranze straniere
La composizione etnica della città era formata dal 97,1% di bianchi, lo 0,1% di afroamericani, lo 0,3% di nativi americani, lo 0,7% di altre razze, e l'1,8% di due o più etnie. Ispanici o latinos di qualunque razza erano il 4,2% della popolazione.